# White Hall (Alabama)
White Hall is een plaats (town) in de Amerikaanse staat Alabama, en valt bestuurlijk gezien onder Lowndes County.

## Demografie
Bij de volkstelling in 2000 werd het aantal inwoners vastgesteld op 1014.
In 2006 is het aantal inwoners door het United States Census Bureau geschat op 966, een daling van 48 (-4.7%).

## Geografie
Volgens het United States Census Bureau beslaat de plaats een oppervlakte van
40,1 km², waarvan 40,0 km² land en 0,1 km² water. White Hall ligt op ongeveer 56 m boven zeeniveau.

## Plaatsen in de nabije omgeving
De onderstaande figuur toont de plaatsen in een straal van 24 km rond White Hall.

## Geboren
- Ben Wallace (1974), profbasketballer